# Regerverk
Regerverket i en piporgel är alla de delar och ledningar som överför den spelandes impulser till luftlådorna.
Regerverket omfattar följande huvuddelar:
Trakturen: De ribbor, trådar, vinklar, luftrör, elektriska ledningar, och så vidare som överför tangenternas rörelser till spelventilerna.
Registraturen: De förbindelser av liknande slag som överför registerandragens, -vippornas eller -kontakternas rörelser till slejfer, registerventiler eller motsvarande.
Koppel: De anordningar som möjliggör att man med tangenterna kan öppna spelventiler som hör till andra toner i samma eller andra verk.
Kombinationer: De anordningar som möjliggör att man med en knapp eller trampa samtidigt kan påverka ett flertal registerventiler.
Övriga spelhjälpmedel: Hit räknas till exempel crescendosvällare, registersvällare, tremulanter och liknande medel, som i olika avseenden påverkar tonernas karaktär.